# Moe Radovich
George Lewis Radovich, detto Moe (Hot Springs, 5 maggio 1929 – Las Vegas, 18 giugno 2004), è stato un cestista e allenatore di pallacanestro statunitense, professionista nella NBA e nella ABL.

## Carriera
Dopo la carriera universitaria alla Wyoming University dove venne selezionato come Helms Foundation All America, venne scelto al draft NBA 1952 dai Philadelphia Warriors, con cui giocò 4 partite.
Terminò la stagione con i Wilkes-Barre Barons della ABL.
Al termine della stagione venne richiamato alle armi a causa della guerra di Corea, dove venne ferito ad una mano.

## Allenatore
Nel 1955 venne assunto come capo-allenatore dello Sheridan Junior College, incarico che mantenne fino al 1957, quando si trasferì al Wayne State Junior College, dove rimase per due stagioni.
Nel 1967 tornò alla Wyoming University, come vice-allenatore. Dopo cinque stagioni da assistente, guidò per un anno il Fullerton Junior College, prima di tornare nuovamente a Wyoming, stavolta come capo-allenatore.
In tre stagioni alla guida dei Cowboys fece registrare un record di 24 vittorie e 55 sconfitte.
Si ritirò dopo la stagione 1975-76.